# Смирнов Микола Іванович (міністр)
Микола Іванович Смирнов (14 лютого 1904, слобода Ніколаєвська Царевського повіту Астраханської губернії, тепер місто Ніколаєвськ Волгоградської області, Російська Федерація — 19 травня 1974, місто Ленінград, тепер Санкт-Петербург, Російська Федерація) — радянський діяч, 1-й заступник голови Ради міністрів РРФСР, міністр виробництва та заготівель сільськогосподарських продуктів РРФСР, заступник голови Держплану СРСР, голова Ленінградського облвиконкому. Кандидат у члени ЦК КПРС у 1961—1966 роках. Депутат Верховної Ради СРСР 5—6-го скликань. Кандидат сільськогосподарських наук (1946). Член-кореспондент Всесоюзної Академії сільськогосподарських наук імені Леніна (ВАСГНІЛ) (1960).

## Життєпис
Народився в селянській родині.
У 1918—1920 роках служив у Червоній армії в місті Астрахані.
У 1921—1922 роках — слідчий дорожньо-транспортного відділу Астраханської надзвичайної комісії (ЧК).
У 1925 році закінчив Саратовський сільськогосподарський інститут.
У 1925—1929 роках — районний агроном земельного управління, уповноважений Головного бавовняного комітету по Нижній Волзі в Астраханській губернії.
У 1929—1930 роках — уповноважений Головного бавовняного комітету по нових бавовняних районах СРСР.
У 1930—1931 роках — заступник керуючого Ростовського тресту бавовняних радгоспів.
У 1931—1933 роках — старший агроном радянсько-перського акціонерного товариства «Персбавовна» в місті Тегерані.
У 1933—1936 роках — старший агроном Астраханської державної планової комісії. Одночасно науковий співробітник науково-дослідного інституту із бавовництва в нових районах СРСР.
У 1936—1937 роках — консультант з питань бавовництва при уряді Персії (Ірану).
У 1937—1939 роках — директор і науковий керівник бавовняного дослідного поля «Новниха» науково-дослідного інституту із бавовництва в нових районах СРСР в місті Астрахані.
У 1939—1946 роках — директор Астраханської комплексної сільськогосподарської дослідної станції.
У грудні 1946 — лютому 1954 року — директор Північного науково-дослідного інституту гідротехніки і меліорації Міністерства сільського господарства РРФСР у місті Ленінграді.
Член ВКП(б) з 1947 року.
19 лютого 1954 — лютий 1957 року — 1-й заступник голови виконавчого комітету Ленінградського обласної ради депутатів трудящих.
У лютому 1957 — жовтні 1961 року — голова виконавчого комітету Ленінградського обласної ради депутатів трудящих.
У вересні 1961 — березні 1962 року — заступник голови Державного планового комітету Ради міністрів СРСР. Одночасно 15 листопада 1961 — 4 квітня 1962 року — міністр СРСР.
24 березня 1962 — 18 січня 1964 року — 1-й заступник голови Ради міністрів РРФСР. Одночасно 24 березня 1962 — 18 січня 1964 — міністр виробництва та заготівель сільськогосподарських продуктів РРФСР.
З січня 1964 року — персональний пенсіонер союзного значення в Ленінграді. У 1964—1974 роках працював консультантом Північного науково-дослідного інституту гідротехніки і меліорації.
Основні напрямки досліджень — меліорація сільського господарства. Розробляв агрономічні та меліоративні заходів із освоєння Волго-Ахтубінської заплави і дельти річки Волги; вивчав раціональні методи осушення, освоєння і сільськогосподарського використання перезволожених земель в Нечорноземній зоні, особливо торфовищ. У 1960 році обраний членом-кореспондентом ВАСГНІЛ; був головою секції осушення земель Відділення гідротехніки і меліорації ВАСГНІЛ, головою наукової ради з торфу при президії академії.
Помер 19 травня 1974 року. Похований в Ленінграді (Санкт-Петербурзі).

## Нагороди
- орден Леніна (1957)
- орден Трудового Червоного Прапора
- медаль «За трудову доблесть»
- п'ять золотих медалей ВДНГ
- медалі